# الجامع لشعب الإيمان
شعب الإيمان أو الجامع لشعب الإيمان كتاب للبيهقي (384 هـ- 458 هـ) في بيان شعب الإيمان التي أشار إليها رسول الله ﷺ بقوله: الإيمان بضع وسبعون شعبة، والحياء شعبة من الإيمان. رواه مسلم.

## منهج البيهقي في كتابه
مادة الكتاب موضوعة بحسب شعب الإيمان، ابتدأها بـباب ذكر الحديث الذي ورد في شعب الإيمان واختتمها بـالباب السابع والسبعين من شعب الإيمان. وقد جمع البيهقي لكتابه (10756) حديثا منها المرفوع وغير المرفوع، ومنهج البيهقي في شعب الإيمان: أنه يورد النص بسنده ثم يعزوه إلى الصحيحين أو أحدهما إن ورد فيهما. وأحيانا يذكر النص بسنده ثم يعقبه بسند آخر لمزيد من التوضيح. وهو كذلك يحكم على بعض الأحاديث وعلى الرواة جرحا وتعديلا، فتارة يصدر حكمه هو، وأحيانا ينقل الحكم عن سابقيه.
وقد قال في مقدمة شعب الإيمان: وأنا على رسم أهل الحديث أحب إيراد ما أحتاج إليه من المسانيد والحكايات بأسانيدها، والاقتصار على ما لا يغلب على القلب كونه كذبا، ففي الحديث الثابت عن سيدنا المصطفى - صلى الله عليه وسلم - أنه قال: «من حدث بحديث وهو يرى أنه كذب فهو أحد الكاذبين».